# 由利本荘警察署
由利本荘警察署（ゆりほんじょうけいさつしょ）は、秋田県警察が管轄する警察署の一つである。

## 管轄区域
- 由利本荘市
- にかほ市

## 所在地
- 秋田県由利本荘市中町27

## 沿革
- 1878年（明治11年）：秋田警察署所本荘分署と亀田分署を統合して本荘警察署と改称
- 1948年（昭和23年）：警察法の施行により、国家地方警察由利地区警察署と、自治体警察本荘警察署を設置
- 1954年（昭和29年）：警察法改正により自治体警察署を廃止し、本荘警察署を設置
- 1968年（昭和43年）12月20日：改築のため移転していたが、現在地に新庁舎が完成し業務開始[1]。
- 1983年（昭和58年）12月5日：本荘駅前交番を設置[2]。
- 1996年（平成8年）12月9日：鮎川・前郷・滝沢駐在所を統合し、由利駐在所を設置[3]。
- 2005年（平成17年）：矢島警察署を統合し、由利本荘警察署に改称。旧矢島署は由利本荘署矢島幹部交番となった。
- 2019年（平成31年）4月1日：にかほ警察署を統合、旧にかほ署は由利本荘署にかほ幹部交番となった。

## 組織
- 警務課
  - 広報広聴係
  - 警務係
  - 被害者支援係
  - 留置管理係

- 会計課
  - 会計係

- 生活安全課
  - 生活安全係
  - 女性安全対策係
  - 少年係

- 地域課
  - 地域係
  - 機動警ら係

- 刑事課
  - 庶務係
  - 強行・窃盗犯係
  - 知能犯係
  - 組織犯罪対策係
  - 鑑識係
  - 捜査係

- 交通課
  - 交通規制係
  - 交通指導係
  - 交通捜査係
  - 交通係

- 警備課
  - 警備係

## 幹部交番

### 由利本荘市
- 矢島幹部交番 - 由利本荘市矢島町七日町字熊之堂114番地3

### にかほ市
- にかほ幹部交番 - にかほ市象潟町字入道島15番地8

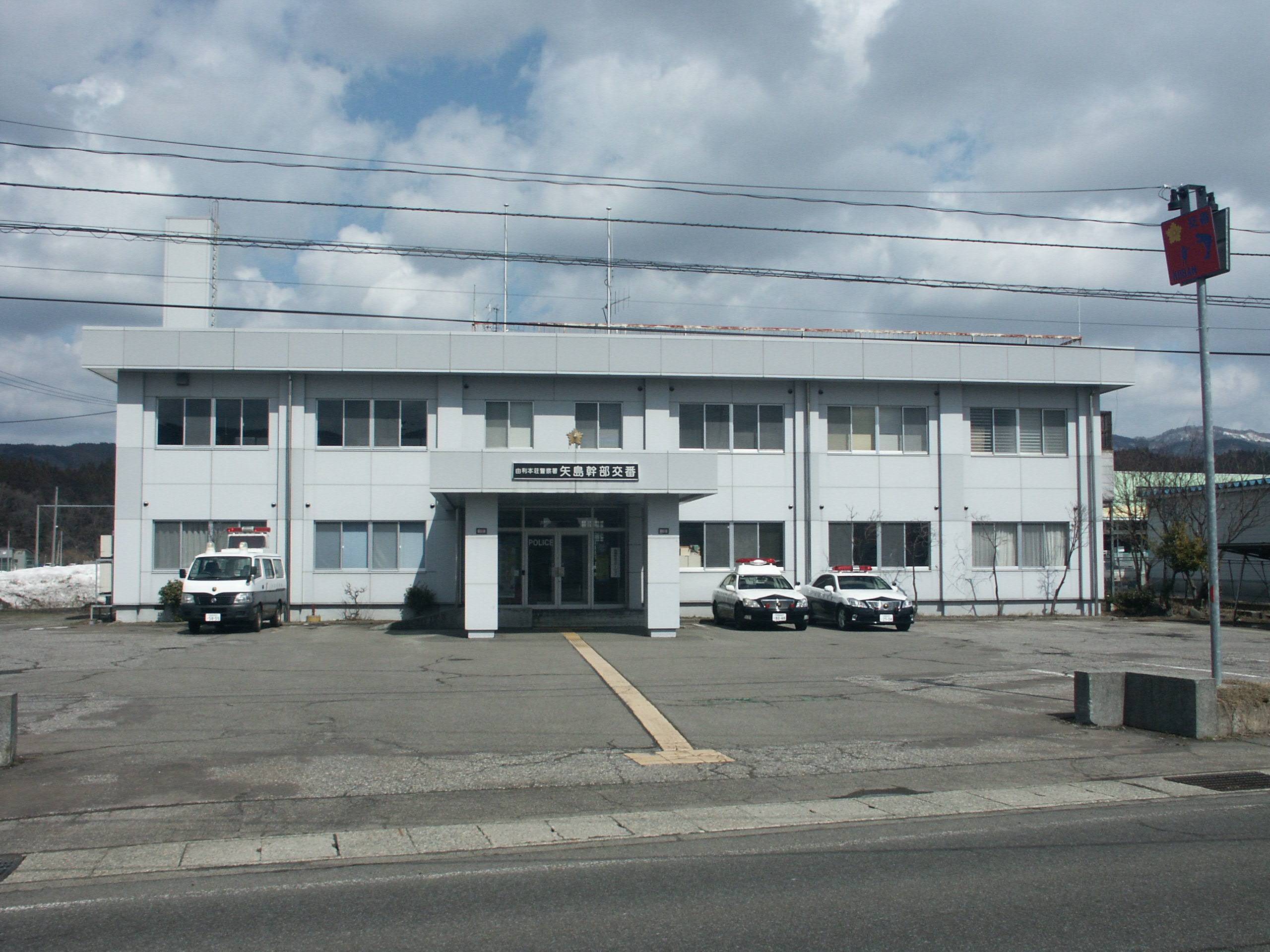
矢島幹部交番
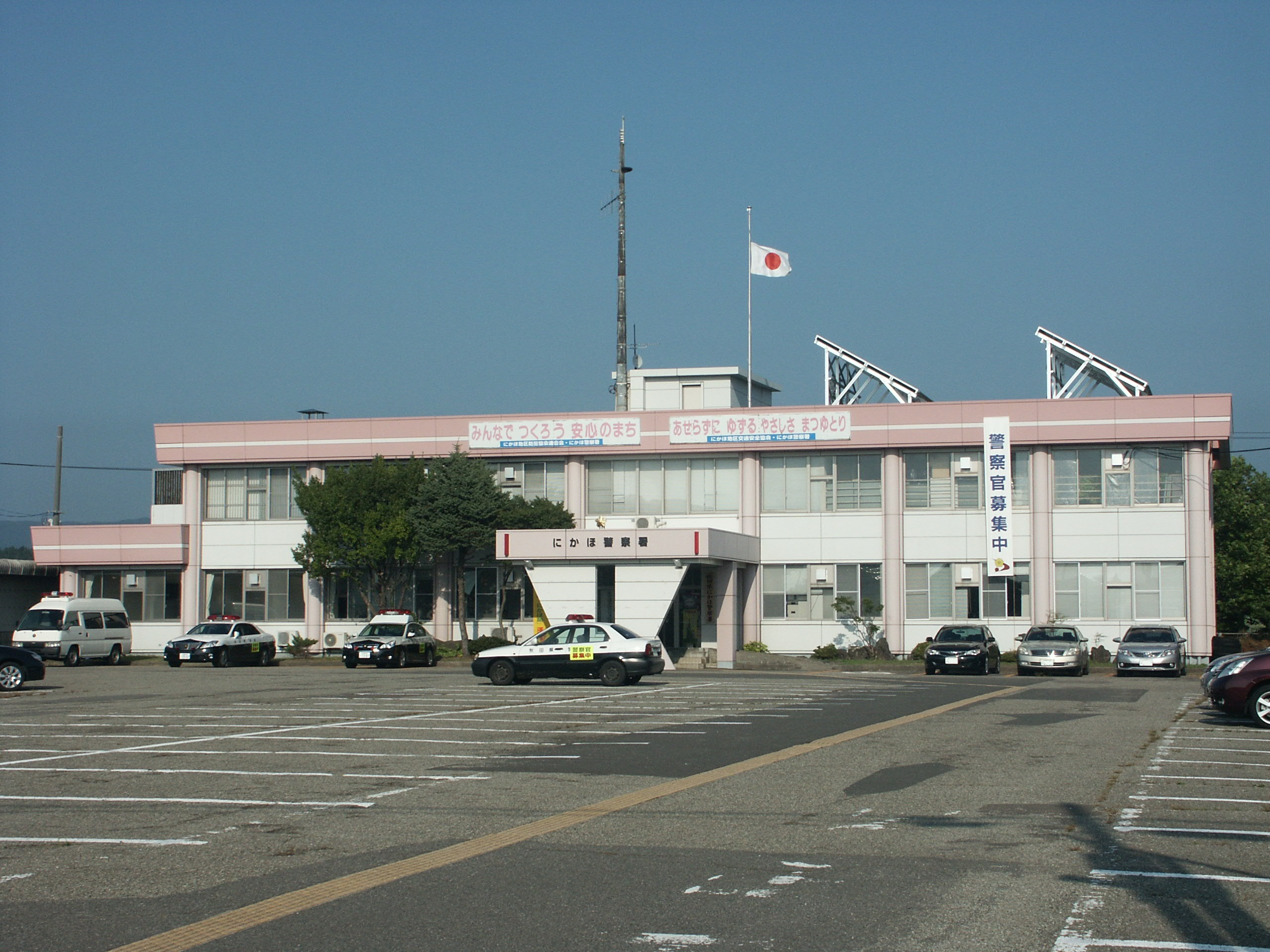
にかほ幹部交番

## 交番

### 由利本荘市
- 本荘駅前交番 - 由利本荘市西梵天85番地8
- 石脇交番 - 由利本荘市石脇字山ノ神16番地143

## 駐在所

### 由利本荘市
- 岩城駐在所 - 由利本荘市岩城内道川字井戸ノ沢85番地6
- 大内東駐在所 - 由利本荘市松本字上川原84番地18
- 大内駐在所 - 由利本荘市岩谷町字宝田173番地4
- 川口駐在所 - 由利本荘市川口字家後20番地4
- 石沢駐在所 - 由利本荘市館字石沢館29番地
- 東由利駐在所 - 由利本荘市東由利老方字四ツ眼16番地17
- 西目駐在所 - 由利本荘市西目町沼田字新道下2番地608
- 由利駐在所 - 由利本荘市前郷字前郷74番地2
- 鳥海駐在所 - 由利本荘市鳥海町伏見字久保12番地8
- 笹子駐在所 - 由利本荘市鳥海町上笹子字下野4番地2

### にかほ市
- 仁賀保駐在所 - にかほ市平沢字舟橋30番地
- 仁賀保南駐在所 - にかほ市中三地字橋本101番地
- 金浦駐在所 - にかほ市金浦字岡の谷地160番地6
- 小砂川駐在所 - にかほ市象潟町大須郷字大道下40番地66